# Зеда-Луха
Зеда-Луха (груз. ზედა ლუჰა) — село в Грузии, на территории Местийского муниципалитета края (мхаре) Самегрело-Верхняя Сванетия.

## География
Село находится в северо-западной части Грузии, на правом берегу реки Ингури, на расстоянии приблизительно 18 километров (по прямой) к западу от посёлка городского типа Местиа, административного центра муниципалитета. Абсолютная высота — 1336 метров над уровнем моря.

## Население
По результатам официальной переписи населения 2014 года в Зеда-Лухе проживало 34 человека (16 мужчин и 18 женщин). В национальной структуре населения грузины составляли 100 %.
| Год  | Население, человек |
| ---- | ------------------ |
| 2002 | 61                 |
| 2014 | ↘ 34               |